# Starship Troopers - The Roleplaying game
Starship Troopers: The Roleplaying Game è un gioco di ruolo pubblicato dalla Mongoose Publishing nel 2005. Il gioco è basato sul libro Fanteria dello spazio di Robert A. Heinlein, sui due film Starship Troopers e Starship Troopers 2 - Eroi della federazione e sulla serie televisiva animata Roughnecks: Starship Troopers Chronicles).
Esistono due edizioni di questo gioco di ruolo: l'originale con copertina rigida pubblicata nel 2005 e una edizione tascabile con copertina morbida pubblicata nel 2006.

## Ambientazione
L'ambientazione è un misto del romanzo originale, dei due film e della serie televisiva, anche se in diversi punti questi si contraddicono fra loro. La fonte principale usata è il romanzo, ma per poter offrire una maggiore varietà di gioco sono stati prelevati anche un gran numero di elementi dal film e dalla serie televisiva.

## Sistema di gioco
Il regolamento di gioco è pubblicato come OGL e deriva del d20 System.
I personaggi sono generalmente umani, anche se viene offerta la possibilità opzionale di giocare uno degli alieni umanoidi inizialmente alleati ai ragni (Skinny Raider). A differenza della maggior parte dei regolamenti d20 System esiste la  classe base Mobile Infantry Trooper ("fante di fanteria spaziale mobile") che arriva fino al 10º livello e numerose classi opzionali che rappresentano le varie specializzazioni della Fanteria dello Spazio: Chaplain ("cappellano"), Comms Trooper ("addetto alle comunicazioni", Engineer ("geniere"), Field Medic ("medico"), Veteran ("Veterano"), Light Armour Trooper, Marauder Driver ("pilota di Marauder"), Neodog Handler ("ammaestratore di cani neodog"), Officer Cadet ("cadetto"), Pathfinder, Sniper ("cecchino"). Ad eccezione della classe di Veteran tutte le altre classi hanno solamente tre livelli e il giocatore è incoraggiato a sceglierne più di una. La classe del Veteran ha 10 livelli e permette ai giocatori che non vogliano prendere specializzazioni per il proprio personaggio a raggiungere comunque il 20º livello.
Un capitolo è dedicato ai poteri psichici (telepatia, precognizione, psicometria e controllo delle probabilità). Per poter avere poteri psichici un personaggio deve avere il talento Psychic e prendere livelli nella classe base Special Services Agent ("agente dei servizi speciali"), analoga alla classe base del Mobile Infantry Trooper e/o in una delle classi opzionali Telepath ("telepate"), Senser, Memory Man o Lucky Man ("uomo fortunato), ognuna delle quali si specializza in uno dei poteri psichici.

## Pubblicazioni
Fonte:
- August Hahn, Richard Neale e Wilson Phillips (2005). Starship Troopers. ISBN 1904854850. Regole base.
- Christopher J. Allen, Ian Barstow e Aaron Rosenberg (2005). Boot Camp. ISBN 1905176155
- Ian Belcher, Richard Neale e Wilson Phillips. (2005). 'The Selvache Incident. ISBN 1905176929
- Greg Lynch (2005). The United Citizens' Federation. ISBN 1-905176-19-8
- August Hahn, Richard Neale e Wilson Phillips (2006). Starship Troopers.  ISBN 1905471637. Ristampa delle regole base in formato pocket.
- Matthew Sprange (2006). Mobile Infantry Field Manual. ISBN 1905471084
- Matthew Sprange (2006). The Arachnid Empire. ISBN 1905176260
- Greg Lynch (2006). Ambush at Altair. ISBN 1905471629